# Lusitzi
Die Lusitzi oder Lusici (lat.) waren ein westslawischer Stamm in dem Gebiet der heutigen Niederlausitz.
Nach einem Siedlungshiatus von etwa 200 bis 300 Jahren nach der weitgehenden Abwanderung von Germanen aus diesem Gebiet im 4./5. Jahrhundert erfolgte wohl um 700 n. Chr. (bislang ältestes Dendrodatum von einer Plankenwand unter dem slawischen Burgwall von Lübbenau) und verstärkt im 8. Jahrhundert die Besiedlung der Niederlausitz durch slawische Gruppen. Als Hauptburg der Lusitzi wurde früher die von Thietmar von Merseburg am Anfang des 11. Jahrhunderts erwähnte Burg Liubusua angesehen und u. a. in der Nähe des heutigen Ortes Kosilenzien lokalisiert. Neuere Forschungen haben jedoch glaubhaft nachgewiesen, dass sich Thietmars Beschreibungen auf die Burgen an der Rauhen Furt nördlich von Meissen direkt an der Elbe beziehen und dass Liubusua mit dem Burgwall bei Löbsal identisch sein muss. Diese Anlage wurde 932 von Heinrich I. erobert und Anfang des 11. Jahrhunderts erneut ausgebaut. In diesem Zusammenhang berichten die Quedlinburger Annalen davon, dass Liubusua in Daleminzien lag.
Erstmals erwähnt werden die slawischen Bewohner der heutigen Niederlausitz unter dem Namen der Lunsizi im Bayerischen Geographen, einer mehrschichtigen Quelle, deren Teile zwischen der Mitte des 9. und dem frühen 10. Jahrhundert entstanden. Um 870/880, spätestens 890 n. Chr., setzte laut jüngeren dendrochronologischen Untersuchungen im Gebiet der Niederlausitz der Bau von Burgen ein. Ihren größten Höhepunkt erreichte diese Entwicklung um 920 n. Chr. Sie war zweifellos eine Reaktion auf die zunehmende Bedrohung durch das ostfränkische Reich, die dann in dem bekannten Heereszug König Heinrichs I. von 928/29 gegen die Heveller, Daleminzier und Böhmen und 932 gegen die Lusitzi in der Lausitz selbst gipfelte. Die slawische Elite wurde durch Markgraf Gero in der zweiten Hälfte des 10. Jahrhunderts weitestgehend beseitigt. Zwischen 1002 und 1031 befand sich die Niederlausitz wie auch die Oberlausitz um Bautzen (das ehemalige Stammesgebiet der Milzener) unter polnischer Oberhoheit. 
Die Ereignisse des 11. und der ersten Hälfte des 12. Jahrhunderts bleiben im Dunkel, erst aus dessen zweiter Hälfte sind wieder mehr schriftliche Quellen zugänglich. Diese Zeit fällt in die zweite Phase der mittelalterlichen Ostsiedlung, als slawische Bewohner zusammen mit deutschen oder flämischen Siedlern neue Dörfer im Altsiedelland anlegten und mit der Rodung der bis dahin nicht erschlossenen Waldflächen begannen. Trotz der damit einsetzenden Assimilationsprozesse wird in der Niederlausitz mit dem Niedersorbischen bis heute eine westslawische Sprache gesprochen.